# Groupement alpin sud
Pour les articles homonymes, voir GAS.
Le groupement alpin sud (GAS) est une unité militaire de l'Armée de terre française issue des forces françaises de l'intérieur. Créé en novembre 1944 dans le département des Alpes-Maritimes, le groupement participe à la défense du sud du front des Alpes puis est dissous en 1945. 

## Historique
Le GAS est formé le 11 novembre 1944 mais ses unités constitutives (à l'origine cinq petits bataillons) sont formées début septembre à Nice, Antibes, Villefranche-sur-Mer, Cannes et Menton, en regroupant les anciens des maquis FFI des Alpes-Maritimes, renforcés de volontaires français ainsi que de maquisards italiens. Deux nouveaux bataillons sont formés en octobre à Nice.
Les bataillons sont dirigés vers les vallées alpines dont les sommets sont tenus par les Allemands et les troupes de la république sociale italienne (fascistes). Les unités mises sur pied relèvent les maquisards FFI ayant suivi les forces américaines, les maquisards ainsi relevés retournant dans les villes pour être à leur tour réorganisés.
Le 11 novembre, le commandant Lécuyer, chef départemental des FFI, obtient du général de Lattre de Tassigny, commandant la 1re armée française, la reconnaissance officielle du groupement alpin sud. Le colonel Lanusse, un artilleur engagé dans les forces françaises libres en 1943 et arrivé le 3 septembre dans les Alpes Maritimes, en reçoit le commandement.
Fin novembre, la 1st Airborne Task Force (en), aux côtés de laquelle opéraient les bataillons français, est retirée et remplacée par la 44th Antiaircraft Artillery Brigade. Les relations deviennent beaucoup plus difficiles avec les nouveaux arrivants, qui n'ont pas combattu fin 1944 aux côtés des FFI.
Les bataillons sont à nouveau réorganisés en janvier 1945 et les loyautés internes des unités FFI sont peu à peu réduites par les mutations d'officiers. Refusant une réorganisation militaire, 200 hommes et huit officiers du bataillon 24/XV désertent le 1er janvier et ne reviennent que vingt jours plus tard,.
Le groupement est dissous le 1er mars 1945 et ses trois bataillons français forment le 3e régiment d'infanterie alpine. Le bataillon de volontaires étrangers 21/XV et le 3e RIA participent en avril aux côtés de la 1re division française libre à la bataille de l'Authion.
Descendant vers le versant italien à partir du 26 avril, le bataillon 21/XV s'auto-dissout dans la région de Sambuco, les maquisards italiens ayant l'occasion de rejoindre leurs foyers.

## Composition
Le GAS regroupe initialement sept bataillons de fantassins, qui reprennent les traditions d'unités des troupes de montagne, :
- le bataillon Estérel 9 reprend les traditions du 9e BCA ;
- le bataillon Estérel 12 reprend celles du 12e BCA ;
- le bataillon Riviera 18 reprend celles du 18e BCA ;
- le bataillon Corniche 22 reprend celles du 22e BCA ;
- le bataillon Corniche 24 reprend celles du 24e BCA ;
- le bataillon Riviera 25 reprend celles du 25e BCA ;
- le bataillon Haute Tinée 74, reprend les traditions du 74e bataillon alpin de forteresse.

Le GAS compte également une compagnie du train et une compagnie de quartier général. L'artillerie est constituée, faute d'artilleurs français en nombre suffisant, par le 1er groupement étranger d'artillerie, dont les hommes sont majoritairement des soldats italiens. De même, le bataillon Haute Tinée 74, aussi appelé bataillon de volontaires étrangers, est constituée de quelques déserteurs des Osttruppen, de Polonais mais surtout d'Italiens. Les compagnies italiennes reprennent d'ailleurs les habitudes de l'Armée royale italienne et hissent une flamme vert-blanc-rouge avec le drapeau français.
Provisoirement, d'autres unités alpines FFI sont rattachées au GAS, comme le bataillon Hautes Alpes, les 1er et 2e bataillons bas-alpins ou le 1er bataillon des Maures.
Le 1er janvier 1945, les bataillons français, en sous-effectif structurel, sont regroupés deux par deux tandis que le bataillon Haute Tinée est renuméroté :
- le bataillon 20/XV est formé à partir des bataillons Estérel 12 et Riviera 18 (héritier du 20e BCA, recréé à la même époque dans les Basses-Alpes[9]),
- le bataillon 22/XV est formé à partir des bataillons Estérel 9 et Corniche 22,
- le bataillon 24/XV est formé à partir des bataillons Corniche 24 et Riviera 25,
- le bataillon 21/XV est issu du renommage du bataillon Haute Tinée 74. Il porte ce numéro en référence au 21e régiment de marche de volontaires étrangers[2].